# 马致远

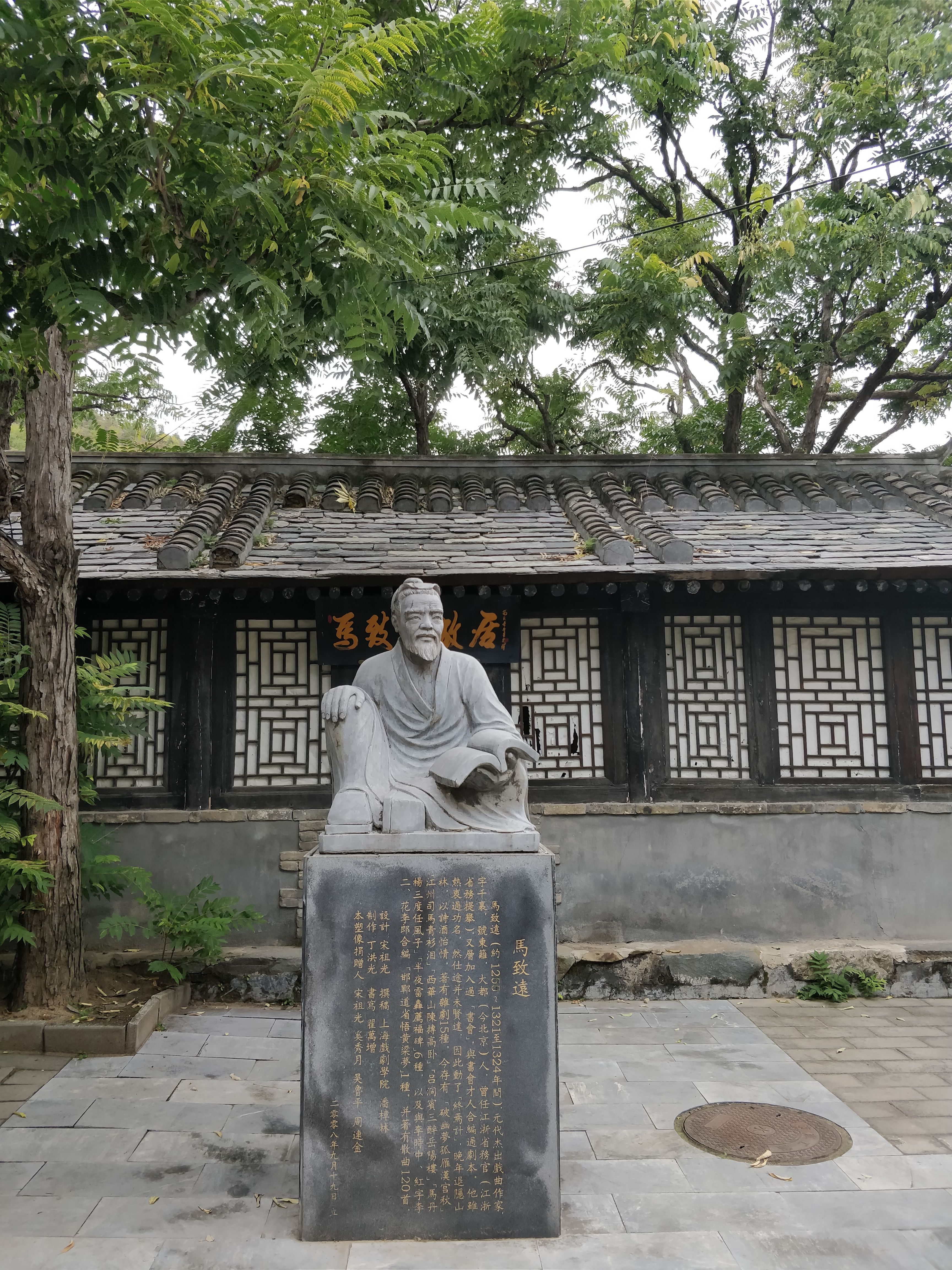
北京马致远故居中的马致远雕像

马致遠（1255年—1321年），字千里，號东篱，大都人，元代初期杂剧作家，人稱“曲狀元”、“馬神仙”。与关汉卿、白朴和郑光祖并称元曲四大家。他大约是生于宋理宗宝祐四年（1255年），卒年约在元英宗至治元年以后，享年六十六岁。晚号“东篱”，以示陶淵明之志。
馬致遠在散曲上的成就，是元代最出色之一。明代賈仲明稱他爲“曲狀元”。元代周德清以關漢卿、鄭光祖、白樸、馬致遠並列﹔明朱權《太和正音譜》更為推崇他為「宜列群英之上」。他的雜劇以《漢宮秋》最有影響。

## 生平
馬致遠，字千里，號東籬，元朝大都人。他的晚號東蘺，即陶淵明詩句「採菊東籬下，悠然見南山」之義，期望效法淵明歸隱田園的志向。大約是生於宋理宗寶祐四年（西元1255年）左右。據「錄鬼簿」的記載，在三十歲上下，元世祖至元二十二年以後，曾任江浙省務儒學提舉。他年輕時熱衷功名，有“佐國心，拿雲手”的政治抱負，然而他仕途並不顯達，在經過了“二十年漂泊生涯”之後，他看透了人生的寵辱，遂有退隱林泉的念頭，到四十歲左右（元貞年間），已辭去官職，與花李郎、李時中、紅字公等，合組元貞書會，此後過著「酒中仙人跳」、「風月主」的浪漫生活，不再擔任官職。晚年更以「林間友」、「塵外客」的閒適生活為主，卒年約在元英宗至治元年以後，年壽在七十歲左右。

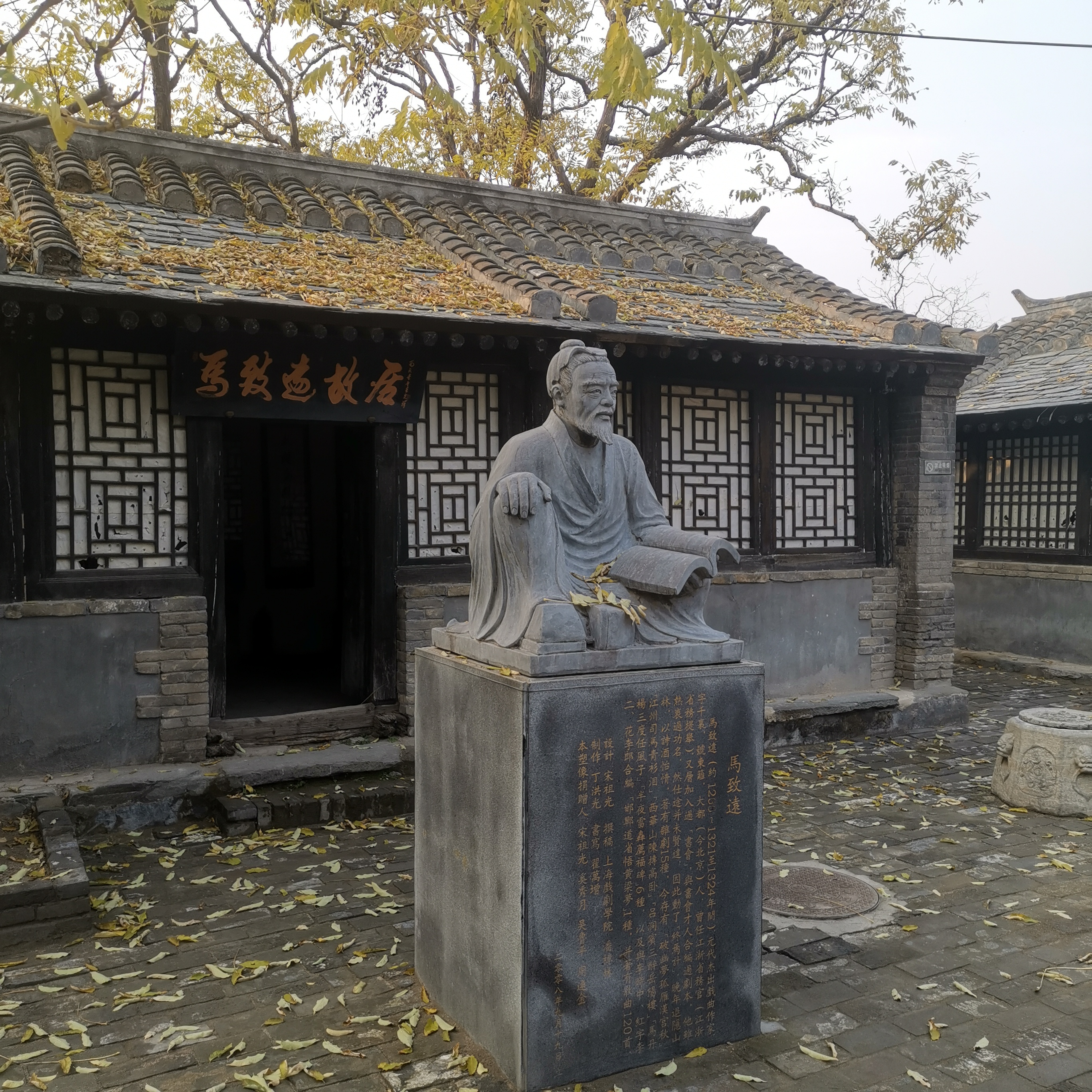
马致远故居

## 作品

### 散曲
馬致遠散曲後人輯為《東籬樂府》。馬致遠散曲作品數量豐富，內容多樣化，題材廣泛，主要包括寫景、嘆世（感嘆世情）、詠史、言情之作。
散曲作品中，以嘆世的著作最多，身為一個懷才不遇的儒士而言，這類作品最能寫出心中矛盾、徘徊、憤懣之情。《雙調夜行船》套曲最是代表作，從這套曲中，很清楚地可以瞭解致遠對自己與對生活的徹悟。在這類的曲子中，他呈露了社會中爭名奪利的醜惡現實，寫盡了功名貴的無常。放逸宏麗而不離本色，意境的塑造與遣詞造句均見藝術之功。
馬致遠長於描寫自然景物，情景高妙自然，注重敷彩設色，語言本色生動，凝鍊優美，善用比喻，並喜用詩詞少有的「鼎足對」（即三句相對）。
馬致遠雖是本色派的元曲作家，不過也有不少清新瀟灑，富有詩情畫意的寫景詩篇。其中《天淨沙‧秋思》一曲是馬致遠寫景的代表作，被評為 「秋思之祖」，被推為元曲小令之表率，凝鍊的語言描繪出一幅蕭瑟蒼茫的秋日風景畫，情景交融，雋永極了。其餘幾首，亦可看出一幅幅的漁村夕照圖或清新明麗的西湖佳景，語言清麗、節奏自然、淡泊中情致自現。
詠史這類的作品與嘆世有相同的思想傾向，深刻地感嘆富貴紅塵之不堪留戀，古今謀臣智士之建功立業轉眼成空。鼓勵自己早日參破紅塵的是非，跳出這喧擾的紅塵漩渦。
馬致遠散曲風格以豪放為主，也有閒適恬靜、清麗細密的作品和幽默而辛辣的諷刺，能就各種題材表現不同的風格。然寫情也很特長，既深刻又含蓄；既莊重又蘊藉。鄭振鐸云：「他還長於寫戀情，卻又是那樣刻骨鏤膚的深刻。」

### 雜劇
馬致遠有「姓名香貫滿梨園」之盛譽，劇中曲子在藝術上有非常高的成就，作曲作白，喜歡引書用典，部份作品精神脫離現實，宣揚宗教迷信思想，流露出讀書人的失意與憤慨。
作品有描述王昭君传说的《汉宫秋》以及《任风子》等。《汉宫秋》被后人称做元曲的最佳杰作。
馬致遠的雜劇目前所知有15種，現存有《破幽夢孤雁漢宮秋》、《馬丹陽三度任風子》、《西華山陳摶高臥》、《江州司馬青衫淚》、《呂洞賓三臥岳陽樓》、《半夜雷轟薦福碑》、以及與李時中、花李郎、紅字李二等合作的《開壇闡教黃粱夢》等7種。

## 評價
- 朱權《太和正音譜》評價：「馬東籬之詞，如朝陽鳴鳳。其詞典雅清麗，可與靈光景福兩相頡頏，有振鬣長鳴萬馬皆瘖之意。又若神鳳飛于九霄，豈可與凡鳥共語哉！宜列群英之上。」